# 希瑪·馬連尼
希瑪·馬連尼（英語：Hema Malini，1948年10月16日—）是一名印度政治家及电影女演員。馬連尼的丈夫是印度知名男星达曼德拉（Dharmendra），女兒伊莎·狄爾亦是寶萊塢演員。
在成為政治家之前，馬連尼是一名知名宝莱坞女演員並获得1973年印度電影觀眾獎的最佳女主角。除此之外，她亦有「Dream Girl」的綽號。她在2000年獲得印度政府頒發的莲花士勋章。

## 外部連結
- 希瑪·馬連尼在互联网电影资料库（IMDb）上的資料（英文）